# Trooping the Colour
Trooping the Colour – święto obchodzone w Wielkiej Brytanii w czerwcu. Obchodzone są wówczas państwowo urodziny monarchy, nawet jeśli władca urodził się w innym miesiącu. Uroczystości transmituje na żywo telewizja BBC.

## Obchody

### Data
Od XVII wieku istnieje tradycja obchodzenia urodzin monarchy w czerwcu. Król Jerzy II obchodził urodziny w październiku, ale w tym okresie pogoda była nieprzyjemna, dlatego król postanowił zmienić termin obchodzenia urodzin na cieplejszy miesiąc. Od 1748 roku urodziny monarchy tradycyjnie obchodzone są w czerwcu.

### Wygląd
W czerwcową sobotę, około godziny 10:00 rozpoczyna się parada z udziałem brytyjskiego wojska. Na miejsce uroczystości na Placu Defilad udają się jednostki wojskowe, składające się z około 1400 żołnierzy, 200 koni i orkiestr oraz z około 400 muzyków. Za nimi, w procesji z Pałacu Buckingham, jadą członkowie rodziny królewskiej, a na samym końcu monarcha. Procesja z udziałem rodziny królewskiej podąża wzdłuż The Mall do parku św. Jakuba pod eskortą Household Cavalry (jeden z dwóch najstarszych regimentów brytyjskiej armii) oraz orkiestry konnej.
Po powrocie przed pałac Buckingham monarcha odbiera honory od wojska oraz dokonuje uroczystej inspekcji zgromadzonych na placu przed Pałacem oddziałów wojskowych, podczas której jeden z oddziałów brytyjskiej piechoty prezentuje przed władcą swój sztandar. Kiedy wszystkie oddziały uformują się w kształt kolumny marszowej rozpoczyna się parada przed monarchą, który obserwuje ją z ustawionego podestu. Następnie rodzina królewska powraca do Pałacu Buckingham.
Rozbrzmiewa salwa z 41 armat, które znajdują się w Green Parku, oraz salwa z 62 armat ustawionych w Tower of London. Po salwach armatnich i trwającej około 1 godziny uroczystości rodzina panująca pojawia się na balkonie, z którego podziwia przelot samolotów Królewskich Sił Powietrznych.

## Incydent
13 czerwca 1981 roku, podczas jednej z uroczystości Trooping the Colour, 17-letni zamachowiec Marcus Serjeant strzelił z pistoletu ślepymi nabojami i koń królowej stanął dęba, jednak królowa, jako znakomity jeździec, uspokoiła zwierzę. Zamachowiec planował jednak wcześniej nabyć prawdziwą broń. Trzy dni po nieudanym zamachu dotarł do Pałacu Buckingham list z pogróżkami. Serjeant został skazany na 5 lat pozbawienia wolności.

## Galeria

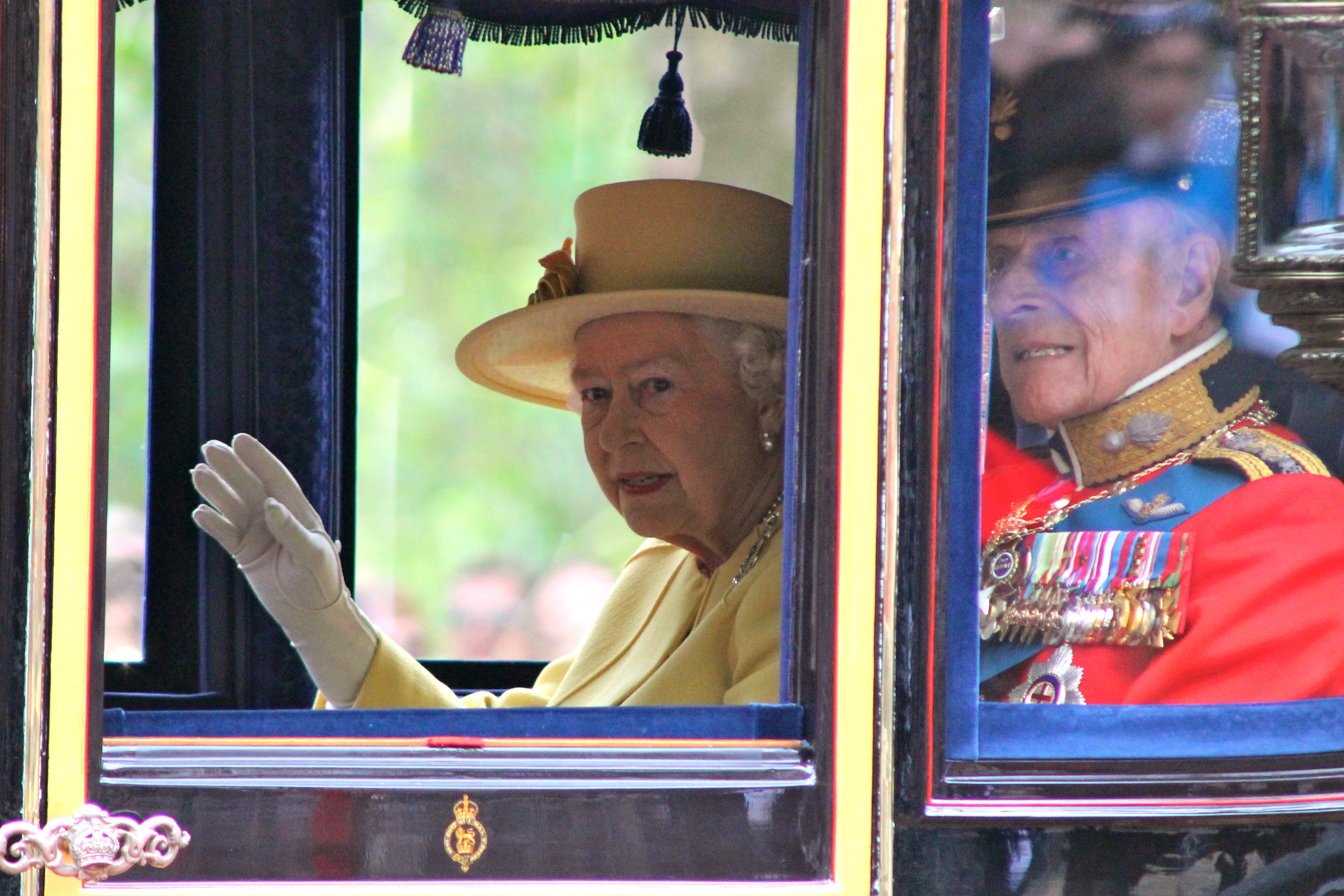
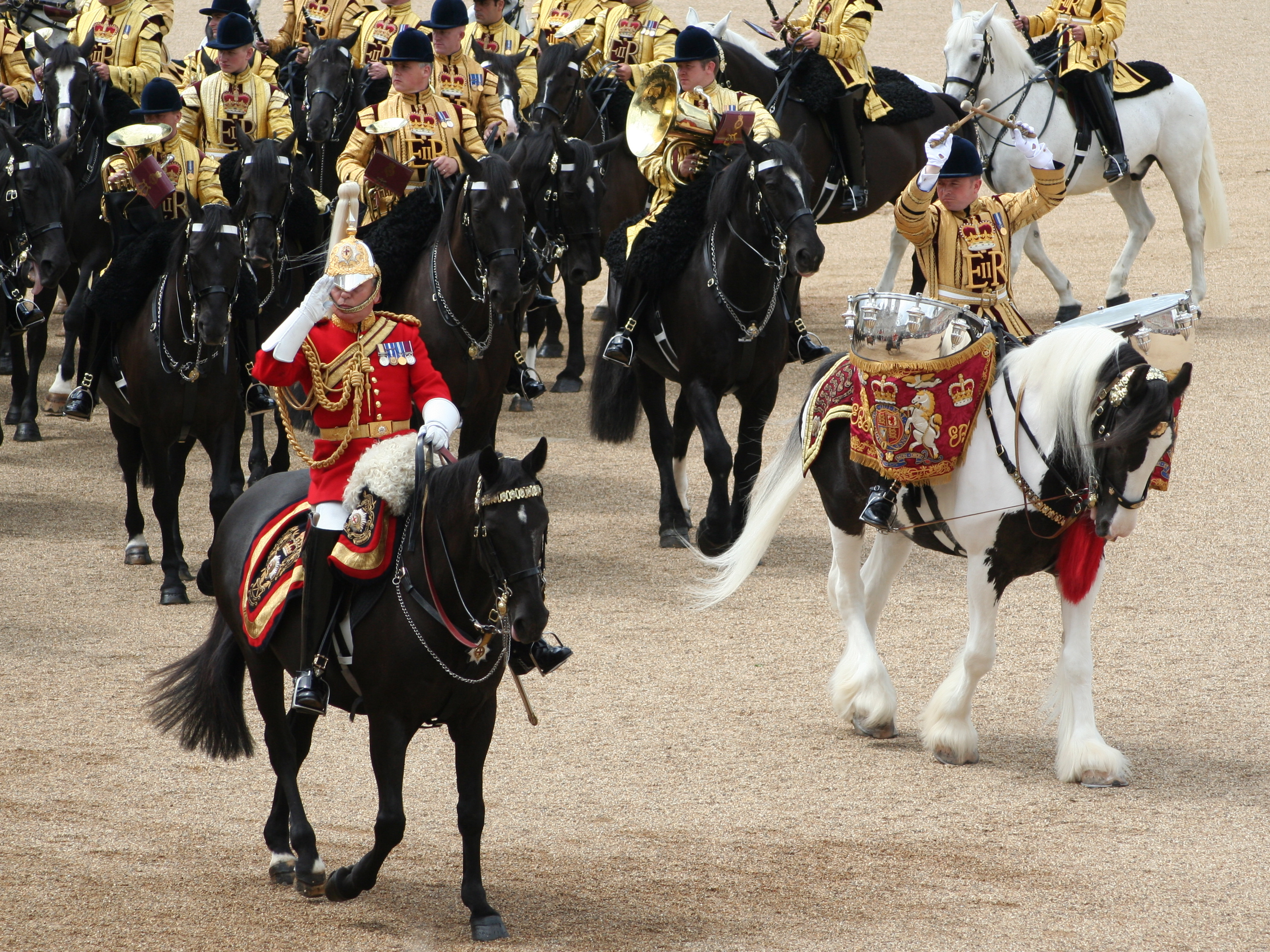
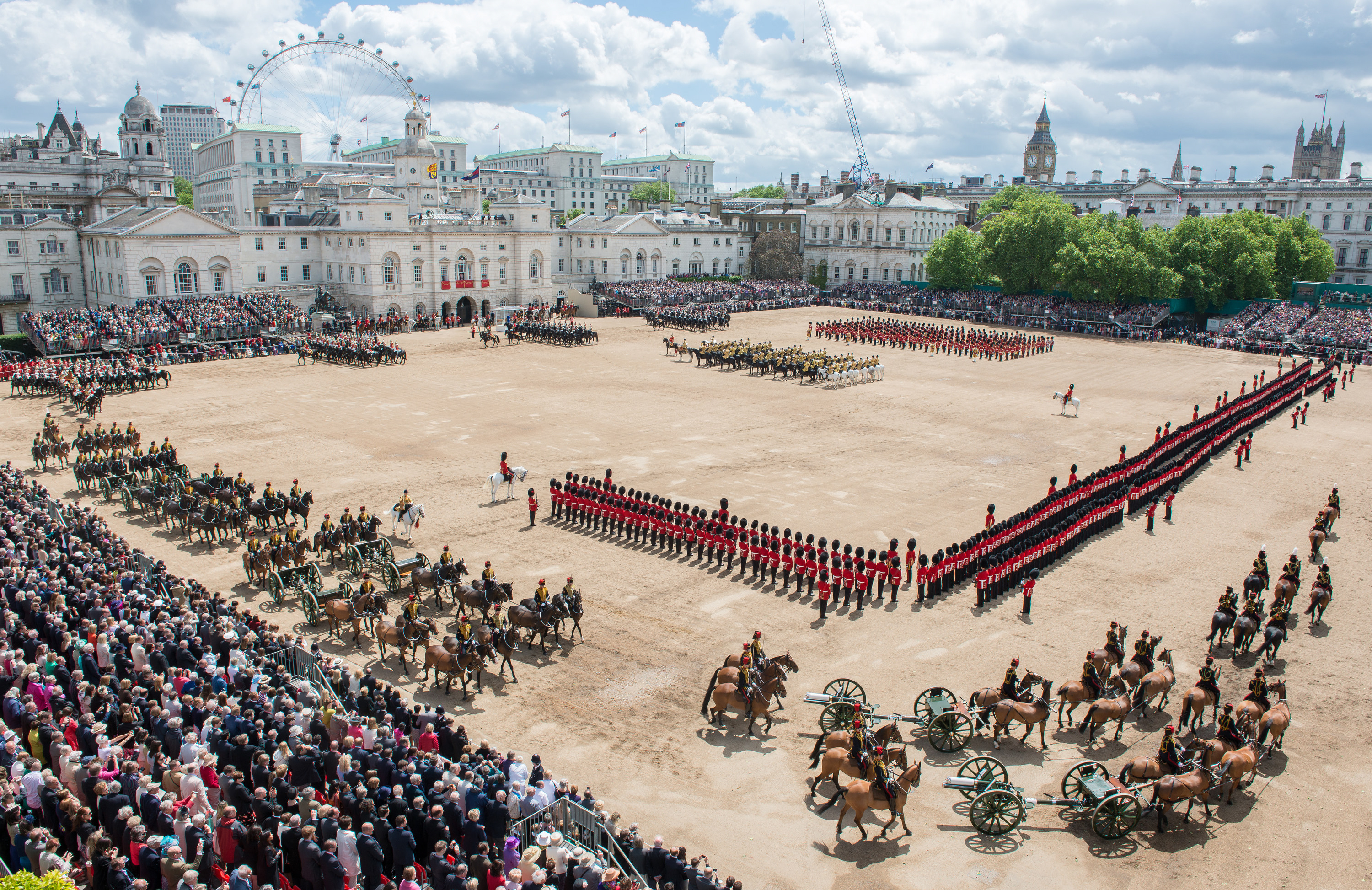
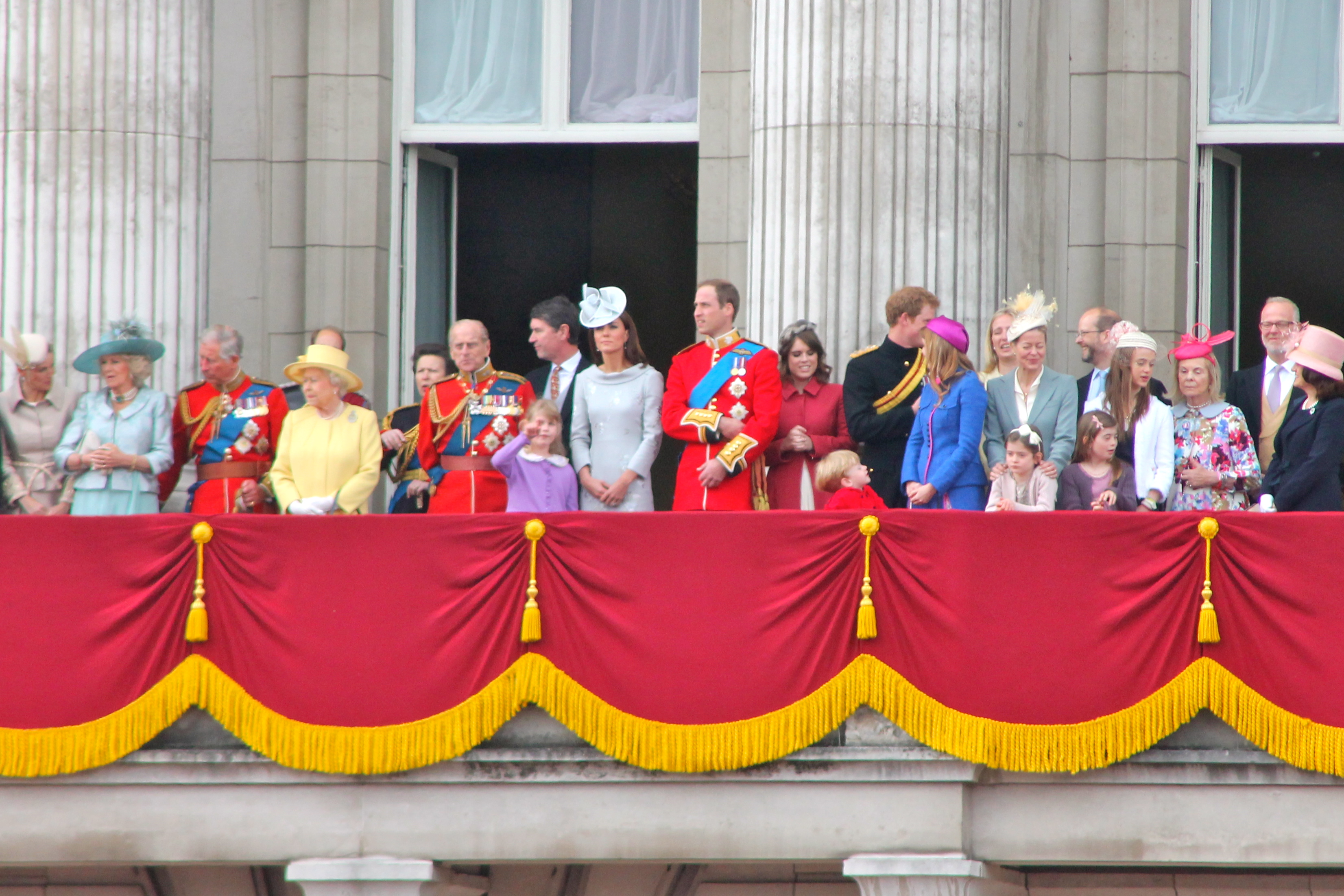